# Lyonnaise (poule)
La Lyonnaise est une race de poule domestique noire au plumage frisé, originaire de France.

## Description
C'est une race très originale au squelette fin possédant une chair excellente et fine. Poule de taille moyenne, elle possède un plumage frisé sur le dos, les ailes et la poitrine avec une petite huppe.

### Origine
La grande race a été créée dans la région de Lyon par Étienne Tamburini.
La race naine a été créée dans la région de Grenoble par Georges Joubert.

### Standard
- Crête : Frisée grossièrement et se terminant par une épine à 3 dents
- Oreillons : blancs
- Couleur des yeux : le plus foncé possible
- Couleur de la peau : blanche
- Couleur des tarses : ardoise
- Variétés de plumage : noir

Grande race :
- Masse idéale : Coq : 2,5 kg ; Poule : 1,5 kg
- Œufs à couver : min. 55 g, coquille blanche à crème
- Diamètre des bagues : Coq : 18mm ; Poule : 16mm

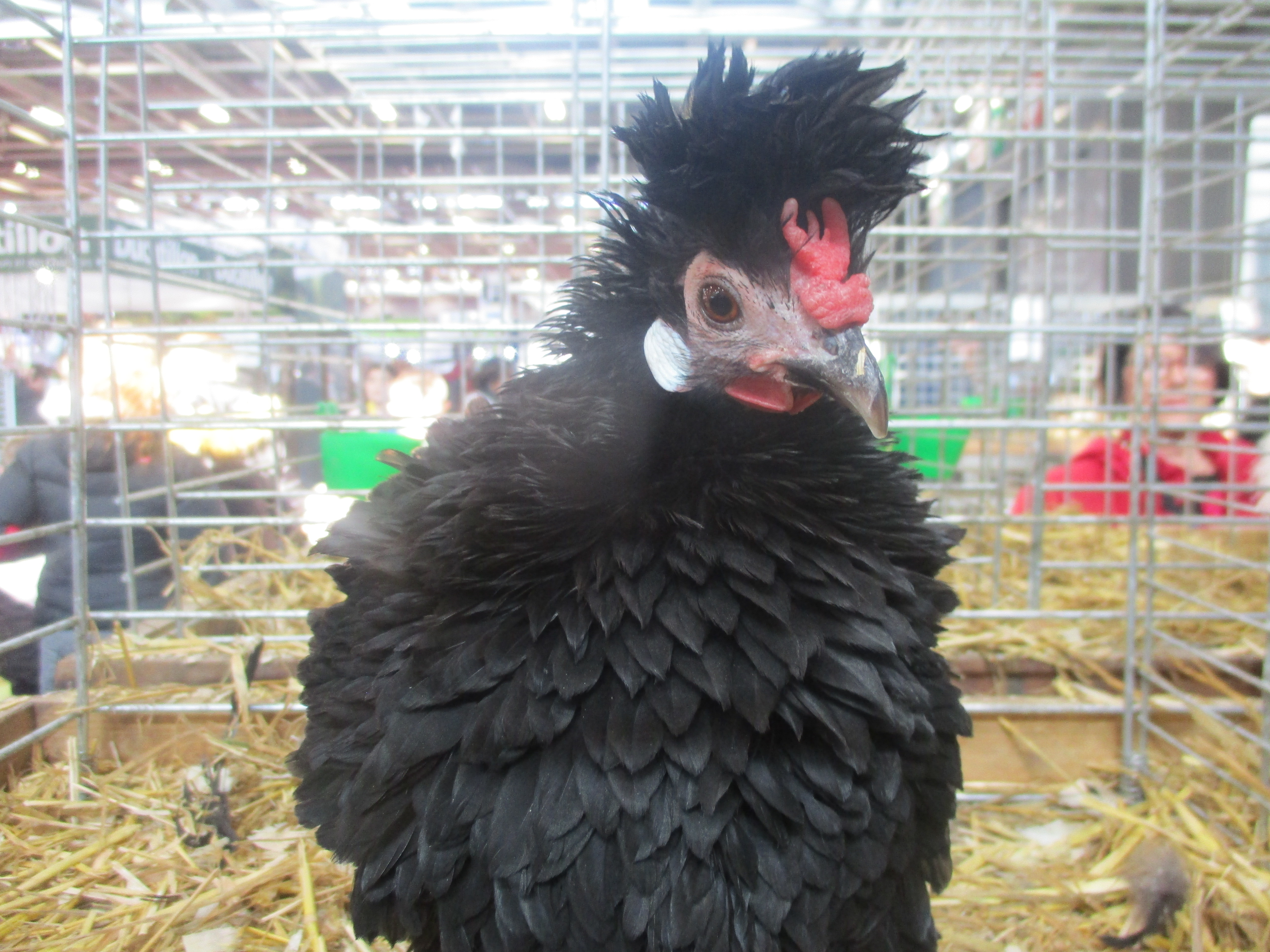
Tête de lyonnaise.

Naine :
- Masse idéale : Coq : 1 kg ; Poule : 900 g
- Œufs à couver : min. 40 g, coquille blanche
- Diamètre des bagues : Coq : 14 mm ; Poule : 12 mm

## Sources
- Le Standard officiel des volailles (Poules, oies, dindons, canards et pintades), édité par la Société centrale d'aviculture de France.